# Gmina Velika Kladuša
Gmina Velika Kladuša (boś. Općina Velika Kladuša) – gmina w Bośni i Hercegowinie, w kantonie uńsko-sańskim. W 2013 roku liczyła 40 419 mieszkańców.